# Estádio Municipal Dois de Julho
Estádio Municipal Dois de Julho – stadion piłkarski, w Guanambi, Bahia, Brazylia, na którym swoje mecze rozgrywa klub Guanambi Atlético Clube.